# جاستن بيرسون
جاستن بيرسون (بالإنجليزية: Justin Pearson)‏ هو موسيقي أمريكي، ولد في 20 أغسطس 1975.

## وصلات خارجية
- الموقع الرسمي
- جاستن بيرسون على موقع IMDb (الإنجليزية)
- جاستن بيرسون على موقع IMDb (الإنجليزية)
- جاستن بيرسون على موقع ميوزك برينز (الإنجليزية)
- جاستن بيرسون على موقع أول ميوزيك (الإنجليزية)
- جاستن بيرسون على موقع ديسكوغز (الإنجليزية)